# Njušni živci
Njušni živac (latinski nervus olfactorius) prolazi kroz laminu cribrosu ossis ethmoidalis te ulazi u vestibulum nasi odakle prenosi mirisne živčane podražaje.
To je inače I. moždani (kranijalni) živac. On prolazi kroz bazu lubanje te ulazi u nosnu šupljinu gdje daje svoja osjetna vlakna koja zovemo fila olfactoria.